# Ligne de tramway 77 (Anvers)
La ligne 77 est une ancienne ligne du tramway vicinal d'Anvers de la Société nationale des chemins de fer vicinaux (SNCV) qui reliait Anvers à Zandvliet entre 1887 et 1960.

## Histoire
4 septembre 1887 : mise en service; traction vapeur.
19 juin 1927 : électrification.
18 novembre 1929 : échange d'itinéraire avec la ligne Anvers - Lillo entre Anvers et Berendrecht Blauwhoef.
18 juillet 1932 : création d'une antenne sous l'indice 73 entre Oorderen et Kruisschans.
31 août 1943 : suppression de l'antenne 73.
5 novembre 1960 : suppression.